# Liste der Biografien/Hert
Liste der Biografien |
Portal Biografien |
Personensuche
# |
A |
B |
C |
D |
E |
F |
G |
H |
I |
J |
K |
L |
M |
N |
O |
P |
Q |
R |
S |
T |
U |
V |
W |
X |
Y |
Z |
?
 
Ha |
Hd |
He |
Hi |
Hj |
Hk |
Hl |
Hm |
Hn |
Ho |
Hr |
Hs |
Ht |
Hu |
Hv |
Hw |
Hy
 
Hea |
Heb |
Hec |
Hed |
Hee |
Hef |
Heg |
Heh |
Hei |
Hej |
Hek |
Hel |
Hem |
Hen |
Heo |
Hep |
Heq |
Her |
Hes |
Het |
Heu |
Hev |
Hew |
Hex |
Hey |
Hez
 
Hera |
Herb |
Herc |
Herd |
Here |
Herf |
Herg |
Herh |
Heri |
Herj |
Herk |
Herl |
Herm |
Hern |
Hero |
Herp |
Herq |
Herr |
Hers |
Hert |
Heru |
Herv |
Herw |
Herx |
Hery |
Herz
Die Liste der Biografien führt alle Personen auf, die in der deutschsprachigen Wikipedia einen Artikel haben. Dieses ist eine Teilliste mit 354 Einträgen von Personen, deren Namen mit den Buchstaben „Hert“ beginnt.

## Hert
- Hert, Johann Christoph (1649–1731), deutscher Arzt, Professor der Medizin, Geheimrat
- Hert, Johann Nikolaus (1651–1710), deutscher Rechtswissenschaftler

### Herta
- Herta, Bryan (* 1970), US-amerikanischer Automobilrennfahrer
- Herta, Colton (* 2000), US-amerikanischer AutomobilrennfahrerColton Herta (* 2000)

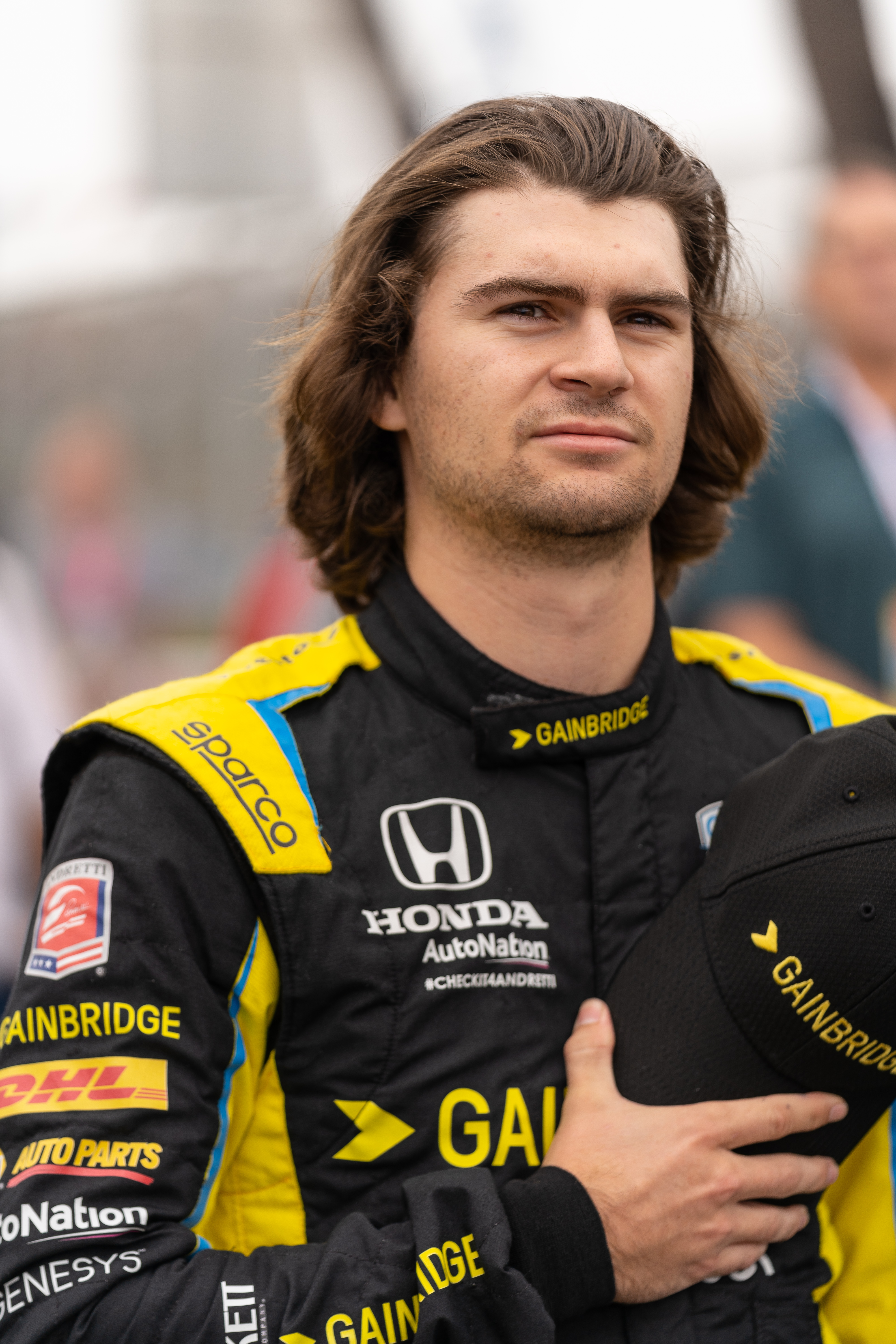
Colton Herta (* 2000)

- Hertaing, Daniël de († 1625), Offizier im Dienst der Generalstaaten während des Achtzigjährigen Kriegs

### Herte
- Herte, Adolf (1887–1970), deutscher römisch-katholischer Theologe
- Herte, Friedrich (* 1902), deutscher Politiker (CDU der DDR), MdV
- Hertefeldt, Samuel von (1664–1730), preußischer Staatsmann
- Hertel, Adalbert (1868–1952), deutscher Bildhauer und Kirchenmaler
- Hertel, Albert (1843–1912), deutscher Maler
- Hertel, Alfred (1935–2018), österreichischer Oboist
- Hertel, Andreas Joachim (* 1969), deutscher Schauspieler
- Hertel, Ania (* 2000), polnische Tennisspielerin
- Hertel, Anja (* 1961), deutsche Politikerin (SPD), MdA
- Hertel, Bernd (* 1940), deutscher Maler und Grafiker der Leipziger Schule
- Hertel, Bernhard (1862–1927), deutscher Architekt, Kölner Dombaumeister
- Hertel, Carl (1837–1895), deutscher Genremaler der Düsseldorfer Schule
- Hertel, Carl (1879–1958), deutscher Reichsgerichtsrat
- Hertel, Christian (1846–1916), Landtagsabgeordneter Waldeck
- Hertel, Dennis M. (* 1948), US-amerikanischer Politiker
- Hertel, Dieter (* 1948), deutscher Klassischer Archäologe
- Hertel, Eberhard (1938–2024), deutscher Sänger und VolksmusikerEberhard Hertel (1938–2024)

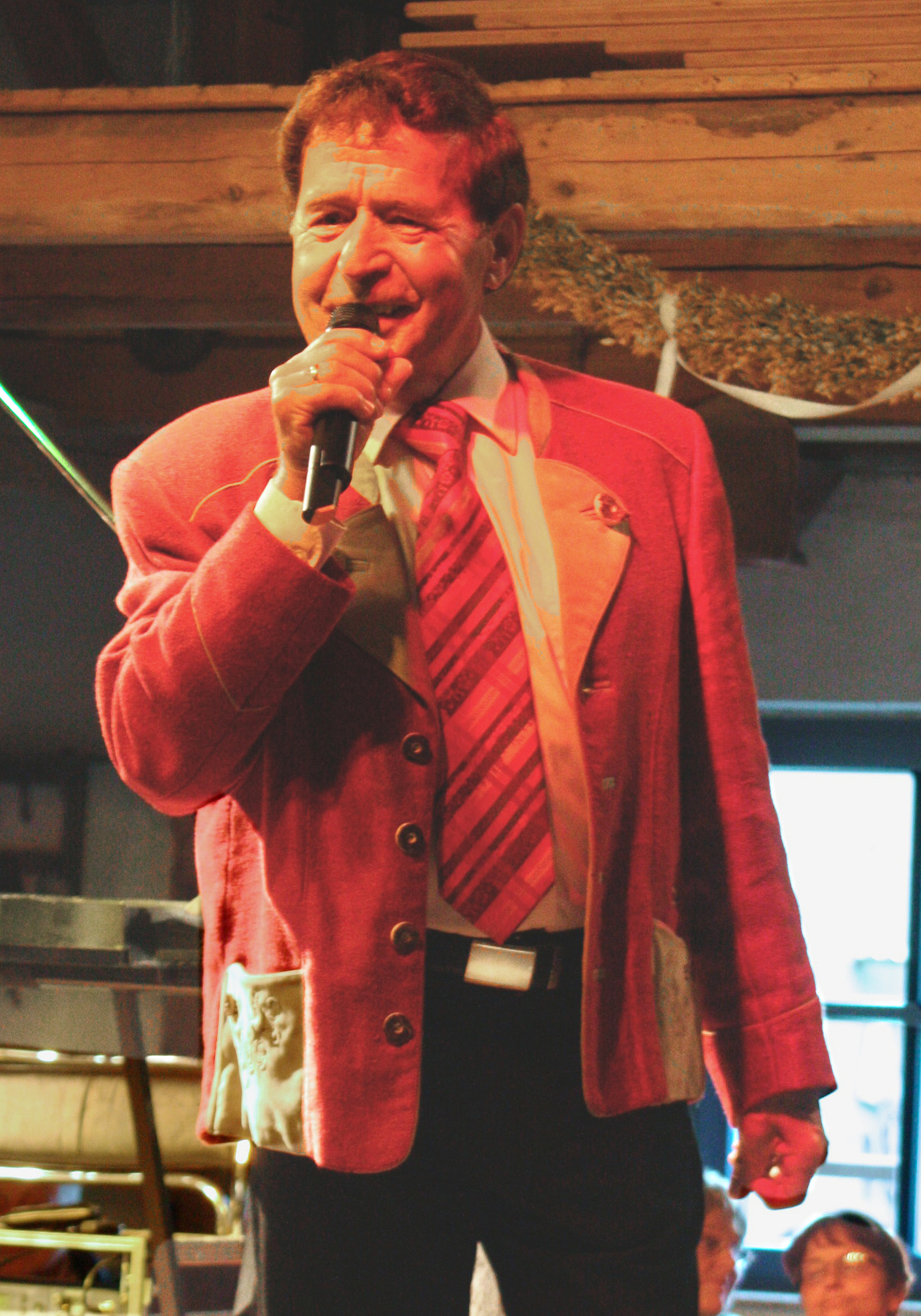
Eberhard Hertel (1938–2024)

- Hertel, Eckard (1936–2021), deutscher Orthopäde und Hochschullehrer
- Hertel, Erich (* 1949), deutscher Pfarrer und namibischer Bischof
- Hertel, Ernst (1870–1943), deutscher Augenarzt
- Hertel, Eugen (1893–1973), deutscher Politiker (SPD), MdL
- Hertel, Frank (* 1971), deutscher Soziologe und Publizist
- Hertel, Georg (1901–1945), deutscher römisch-katholischer Geistlicher und Märtyrer
- Hertel, Gerhard (1924–2007), deutscher Finanzbeamter, Kommunalpolitiker und Heimatforscher
- Hertel, Guido (1903–1963), deutscher Jurist, Präsident des Bundesrechnungshofes (1957–1963)
- Hertel, Guido (* 1963), deutscher Psychologe und Hochschullehrer
- Hertel, Günter, deutscher Schauspieler
- Hertel, Günter (* 1934), deutscher Offizier
- Hertel, Günter H. (* 1948), deutscher Ingenieur und Verkehrswissenschaftler
- Hertel, Gustav (1847–1903), deutscher Historiker
- Hertel, Hannes (* 1939), deutscher Botaniker
- Hertel, Hans (* 1939), dänischer Literaturhistoriker, -kritiker, Journalist und Hochschullehrer
- Hertel, Heinrich (1901–1982), deutscher Luftfahrttechniker
- Hertel, Hilger der Ältere (1831–1890), deutscher Architekt und Diözesanbaumeister von Münster
- Hertel, Hilger der Jüngere (1860–1918), deutscher Architekt und Diözesanbaumeister im Bistum Münster
- Hertel, Ingolf Volker (* 1941), deutscher Physiker, Hochschullehrer
- Hertel, Isabell (* 1973), deutsche Schauspielerin, Moderatorin und SängerinIsabell Hertel (* 1973)

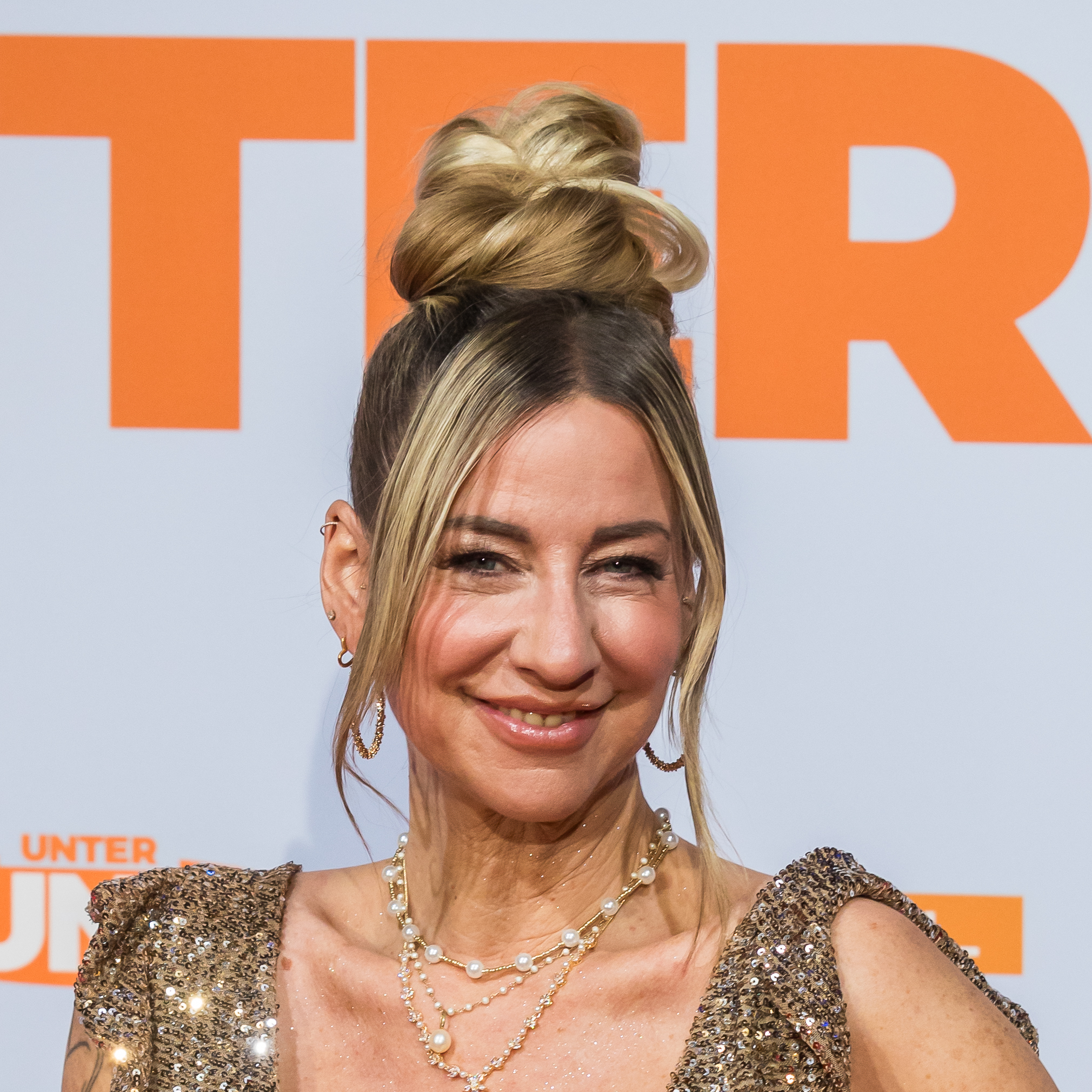
Isabell Hertel (* 1973)

- Hertel, Jimmy (* 1992), deutscher Eishockeytorwart
- Hertel, Johann Christian († 1754), deutscher Gambist und Komponist
- Hertel, Johann Friedrich (1667–1743), deutscher Rechtswissenschaftler
- Hertel, Johann Georg (1801–1874), deutscher Mediziner und Schriftsteller
- Hertel, Johann Georg der Ältere (1700–1775), deutscher Kupferstecher und Verleger
- Hertel, Johann Wilhelm (1727–1789), deutscher Komponist
- Hertel, Johannes (1872–1955), deutscher Indologe
- Hertel, Johannes (1908–1982), deutscher Politiker (DRP) und MdL
- Hertel, Jörg (* 1962), deutscher Fotograf, Reise-Autor, Publizist und Gitarrist
- Hertel, Karl, deutscher Ringer
- Hertel, Klaus (* 1936), deutscher Violinist und Komponist
- Hertel, Lorenz (1659–1737), deutscher herzoglicher Rat und Bibliothekar
- Hertel, Marc (* 1969), deutscher Regisseur
- Hertel, Paul (* 1953), österreichischer Komponist, Produzenten und Dirigent
- Hertel, Peter (* 1937), deutscher Theologe, Publizist und AutorPeter Hertel (* 1937)

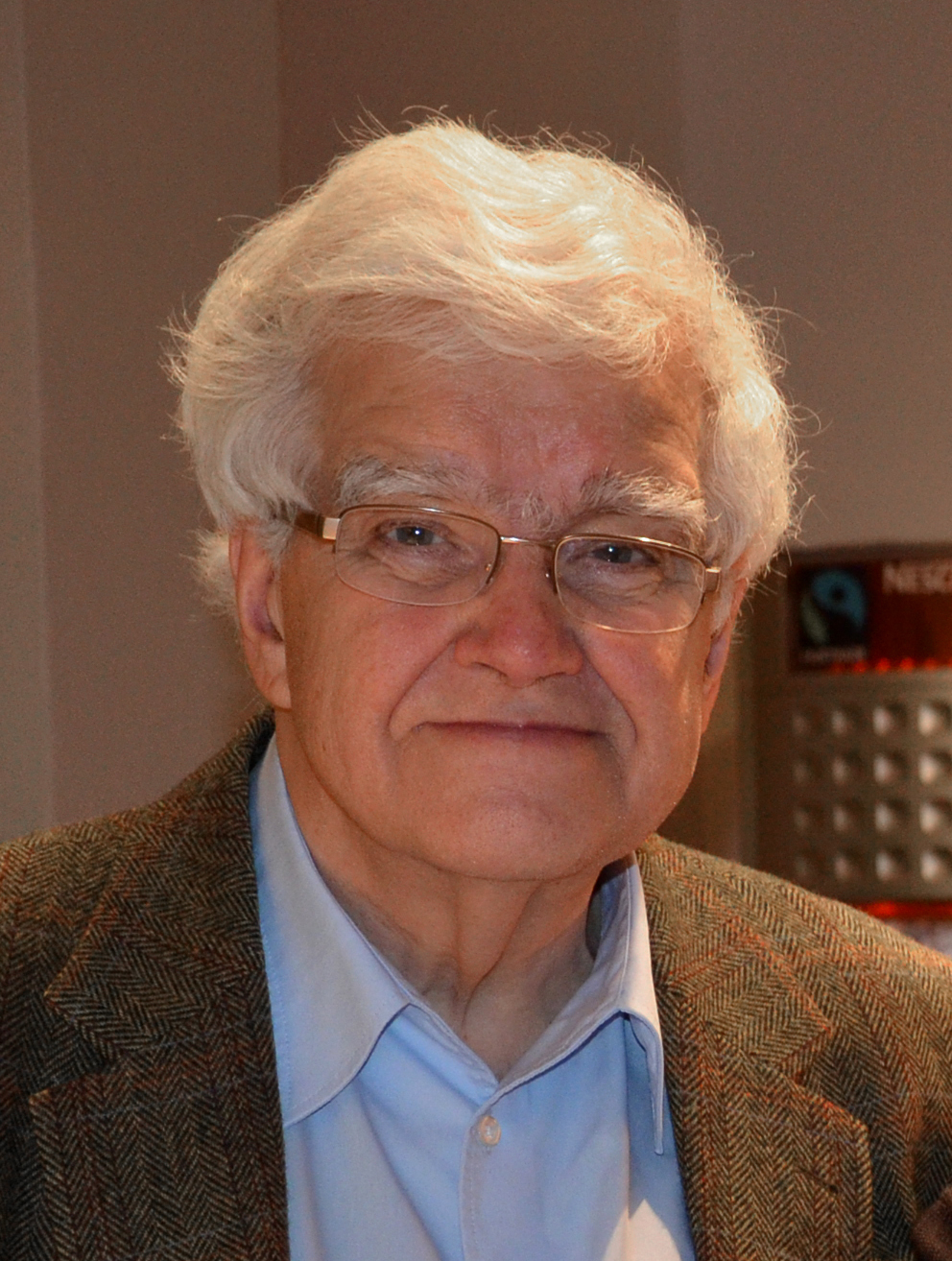
Peter Hertel (* 1937)

- Hertel, Peter (1938–2017), deutscher Physiker
- Hertel, Peter (* 1943), deutscher Mediziner und ehemaliger Rudersportler
- Hertel, Peter (* 1944), deutscher Wissenschaftspublizist, Buchautor und Vortragender
- Hertel, Peter (* 1958), deutscher Großmeister im Fernschach
- Hertel, Peter Ludwig (1817–1899), deutscher Komponist
- Hertel, Rainer (* 1937), deutscher Molekularbiologe und Hochschullehrer
- Hertel, Ralf (* 1973), deutscher Anglist
- Hertel, Ralph (* 1957), Schweizer Mediziner
- Hertel, Rudolf (1826–1885), deutscher Jurist und Politiker
- Hertel, Shao-Lan (* 1981), deutsche Kunsthistorikerin, Sinologin und Museumsdirektorin
- Hertel, Stefanie (* 1979), deutsche SängerinStefanie Hertel (* 1979)

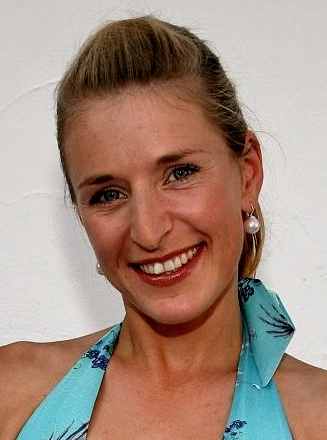
Stefanie Hertel (* 1979)

- Hertel, Theodor Julius (1807–1880), deutscher Jurist und Bürgermeister
- Hertel, Thomas (1951–2024), deutscher Komponist
- Hertel, Thomas (* 1953), US-amerikanischer Agrarökonom
- Hertel, Vitus Ritter von (1863–1947), deutscher Verwaltungsbeamter und Eisenbahnpräsident
- Hertel, Walter (1898–1983), deutscher Offizier, Generalingenieur der Luftwaffe
- Hertelius, Johannes († 1612), Mediziner
- Hertelt, Andreas (* 1962), deutscher Handballspieler
- Hertelt, Carl (1837–1921), deutscher Maler und Kunstschnitzmeister
- Hertelt, Horst (* 1929), deutscher Journalist in der DDR
- Herten, Gregor (* 1955), deutscher Physiker und Hochschullehrer
- Hertenstein, Adolf von (1802–1853), Schweizer Jurist und Politiker
- Hertenstein, Joe (* 1977), deutscher Jazzmusiker (Schlagzeug, Komposition)
- Hertenstein, Marco (* 1975), deutscher Komponist und Hochschullehrer
- Hertenstein, Peter von, Leiter der Schweizergarde
- Hertenstein, Wilhelm (1825–1888), Schweizer Politiker
- Herter von Dußlingen, Friedrich (1314–1359), württembergischer Ritter
- Herter von Herteneck, Sigmund († 1552), Obervogt der Grafschaft Zollern und der Herrschaft Haigerloch
- Herter von Hertneck, Wilhelm (1424–1477), deutsch-österreichischer FeldhauptmannWilhelm Herter von Hertneck (1424–1477)

Wilhelm Herter von Hertneck (1424–1477)

- Herter, Albert (1871–1950), amerikanischer Kunstmaler
- Herter, Andreas (* 1954), deutscher Psychotherapeut und Sexualmediziner
- Herter, Balz (* 1984), Schweizer Politiker (CVP)
- Herter, Christian (1839–1883), Möbeldesigner und Innenausstatter
- Herter, Christian (1895–1966), US-amerikanischer Politiker
- Herter, Christian Archibald (1865–1910), US-amerikanischer Mediziner und Pathologe
- Herter, Erich (1920–1991), deutscher Maler und Werbegrafiker
- Herter, Ernst (1846–1917), deutscher Bildhauer
- Herter, Gérard (1920–2007), deutscher Schauspieler
- Herter, Gustave (1830–1898), deutsch-amerikanischer Möbeldesigner und Innenausstatter
- Herter, Hans (1899–1984), deutscher Klassischer Philologe
- Herter, Hermann (1877–1945), Schweizer Architekt und Städteplaner
- Herter, Jason (* 1970), kanadischer Eishockeyspieler
- Herter, Konrad (1891–1980), deutscher Zoologe
- Herter, Marc (* 1974), deutscher Politiker (SPD), MdLMarc Herter (* 1974)

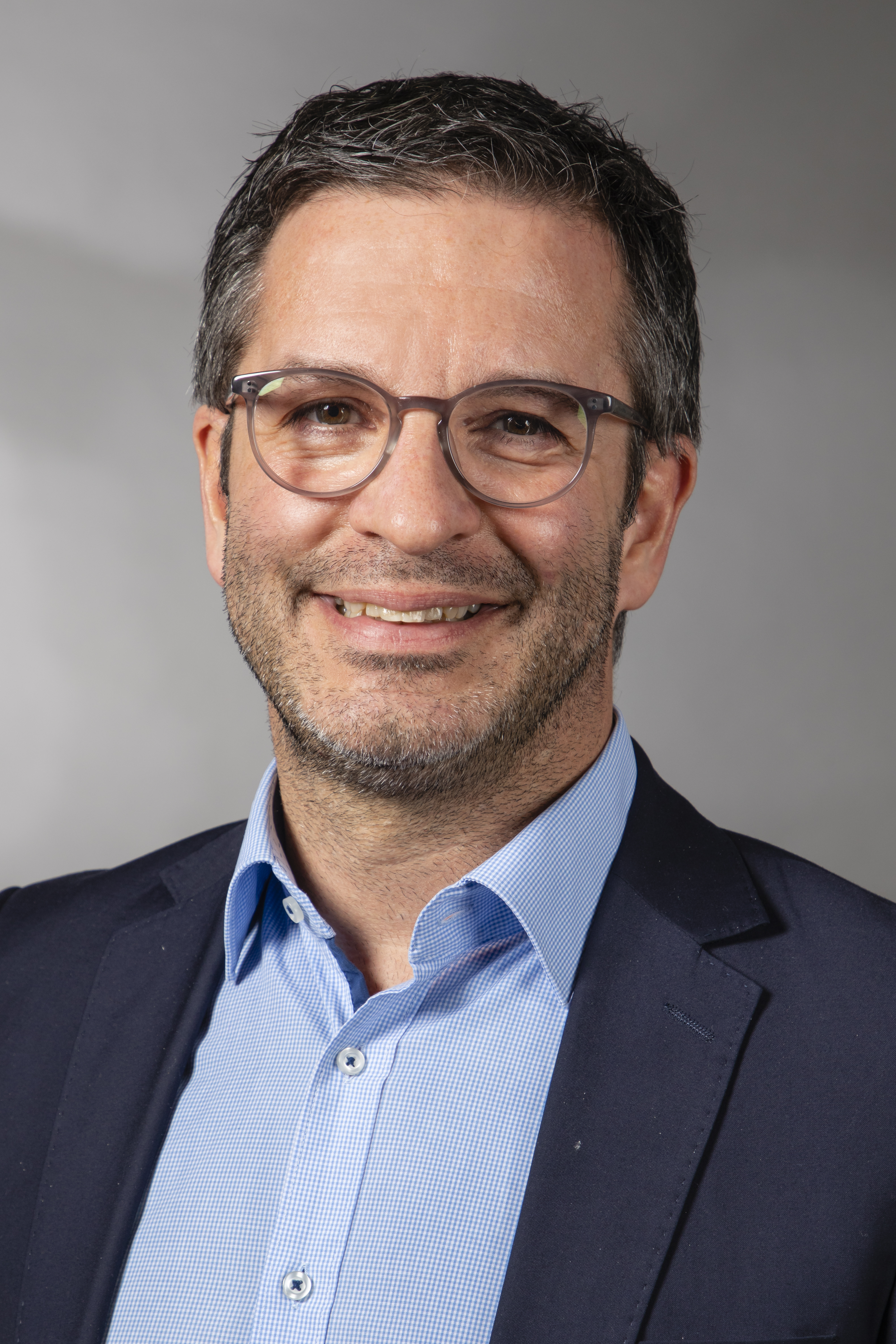
Marc Herter (* 1974)

- Herter, Renate (* 1943), deutsche Künstlerin und Kuratorin
- Herter, Ulrich (* 1952), deutscher Musiker, Sänger, Songwriter und Musikproduzent
- Herterich, Eduard (1905–1994), deutscher Maler
- Herterich, Franz (1877–1966), deutscher Schauspieler und Theaterregisseur
- Herterich, Günter (1939–2014), deutscher Politiker (SPD), MdL, MdB
- Herterich, Heinrich Joachim († 1852), deutscher Lithograph, Maler und Radierer
- Herterich, Johann Caspar (1843–1905), deutscher Maler
- Herterich, Josef (1889–1958), deutscher Jurist und Politiker
- Herterich, Kuno (1880–1928), deutscher Maler und Entwerfer
- Herterich, Kurt (1928–2015), deutscher Verwaltungsbeamter und Heimatforscher
- Herterich, Ludwig von (1856–1932), deutscher Maler und Kunstpädagoge
- Herterich, Oskar (1906–1978), deutscher Ingenieur
- Hertervig, Lars (1830–1902), norwegischer LandschaftsmalerLars Hertervig (1830–1902)

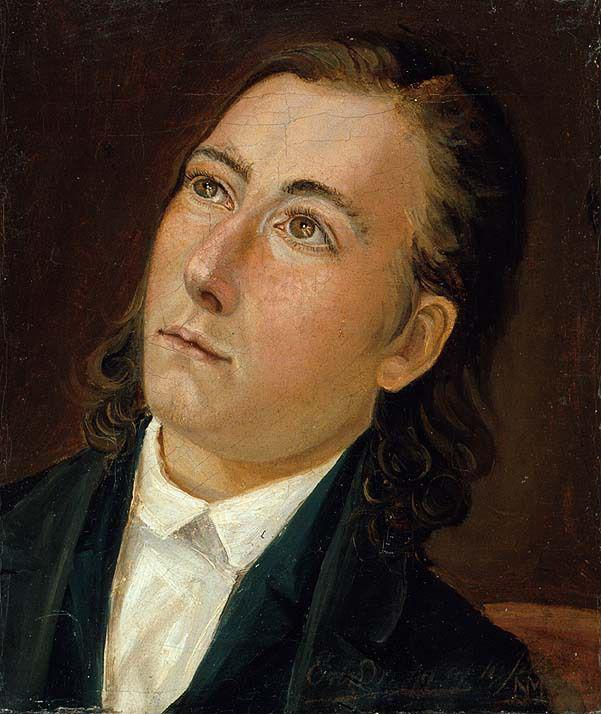
Lars Hertervig (1830–1902)

- Hertewich, Ursula (* 1975), deutsche Apothekerin und Dominikanerin

### Hertf
- Hertfelder, Ingrid (* 1979), deutsche Fotokünstlerin
- Hertfelder, Thomas (* 1959), deutscher Historiker
- Hertfelder, Tobias (* 1982), deutscher Motocrossfahrer, Sachbuchautor und Unternehmer
- Hertford, Whit (* 1978), US-amerikanischer Film- und Theaterschauspieler sowie Synchronsprecher

### Herth
- Herth, Antoine (* 1963), französischer Politiker
- Herth, Benjamin (* 1985), deutscher Handballspieler und -trainer
- Herth, Gustav (1820–1884), badischer Landwirt und Politiker
- Herth, Milt (1902–1969), US-amerikanischer Jazzorganist
- Hertha, Alona (* 1987), deutsches Model, Playmate und Schauspielerin
- Hertha, Emma (* 2002), deutsche Handballspielerin
- Hertha, Kurt (1926–2007), deutscher Komponist und Textdichter
- Hertha, Peter (1939–1991), deutscher Künstler und Ingenieur
- Herthel, Ludwig (1887–1965), deutscher Maler und Grafiker
- Herthum, Christoph (1641–1710), Organist
- Herthum, Louis (* 1956), US-amerikanischer Schauspieler

### Herti
- Hertig, August Wilhelm von (1740–1815), königlich preußischer Generalmajor und zuletzt Kommandeur des Artillerie-Regiments Nr. 4
- Hertil, Nicolaus, Dresdner Ratsherr und Bürgermeister
- Hertin, Katja (* 1967), deutsche Journalistin und Sachbuchautorin
- Hertin, Paul W. (* 1940), deutscher Rechtsanwalt, Notar und Hochschullehrer für Medienrecht
- Hertin, Wilhelm (1880–1968), deutscher Politiker der CDU
- Herting, Georg (1872–1951), deutscher Bildhauer und Hochschullehrer
- Herting, Gottlieb (1856–1919), deutscher Mathematiker
- Herting, Mike (* 1954), deutscher Jazzpianist, Bandleader, Komponist und Arrangeur
- Herting, Nina (* 1955), deutsche Synchronsprecherin
- Hertinger, Wolfgang (* 1950), deutscher Polizist und Präsident des Landeskriminalamts Rheinland-Pfalz
- Hertingshausen, Friedrich von († 1422), hessischer Ritter
- Hertingshausen, Moritz von (1613–1678), hessischer Hofmarschall und Erbküchenmeister

### Hertk
- Hertkorn, Anne-Barb (1955–2023), deutsche Autorin

### Hertl
- Hertl, Björn (* 1976), deutscher Fußballspieler
- Hertl, František (1906–1973), tschechischer Kontrabassist, Komponist, Dirigent und Hochschullehrer
- Hertl, Jan (1929–1996), tschechischer Fußballspieler
- Hertl, Tomáš (* 1993), tschechischer Eishockeyspieler
- Hertle, Bernd (* 1962), deutscher Gartenbauwissenschaftler
- Hertle, Daniel (1821–1875), bayerischer Revolutionär und US-amerikanischer Journalist
- Hertle, Friedrich Karl (* 1944), deutscher Politiker (Die Grünen), MdL
- Hertle, Hans-Hermann (* 1955), deutscher Historiker, Politikwissenschaftler und Publizist
- Hertle, Wolfgang (* 1946), deutscher gewaltfreier Aktivist und Bewegungsforscher
- Hertlein, Bodo (1933–2004), deutscher Fußballfunktionär, Präsident des Fußballvereins 1. FSV Mainz 05
- Hertlein, Edgar (* 1935), deutscher Kunsthistoriker und Hochschullehrer
- Hertlein, Felix (* 1992), deutscher Handballspieler
- Hertlein, Friedrich (1865–1929), deutscher Archäologe
- Hertlein, Friedrich Karl Gottlob (1803–1880), deutscher Klassischer Philologe und Gymnasiallehrer
- Hertlein, Hans (1881–1963), deutscher Architekt
- Hertlein, Jutta (* 1939), deutsche Politikerin (SPD)
- Hertlein, Margit (* 1953), deutsche Kommunikationstrainerin und Keynote-Speaker
- Hertling, Christoph (1934–1992), deutscher Architekt, Szenenbildner und Innenarchitekt
- Hertling, Cornelius (1928–2002), deutscher Architekt
- Hertling, Franz Xaver von (1780–1844), bayerischer Generalleutnant und Kriegsminister
- Hertling, Friedrich von (1781–1850), bayerischer Generalleutnant und Minister
- Hertling, Friedrich Wilhelm von (1758–1816), deutscher Jurist und Diplomat
- Hertling, Georg von (1843–1919), deutscher Politiker (Zentrum), MdR und PhilosophGeorg von Hertling (1843–1919)

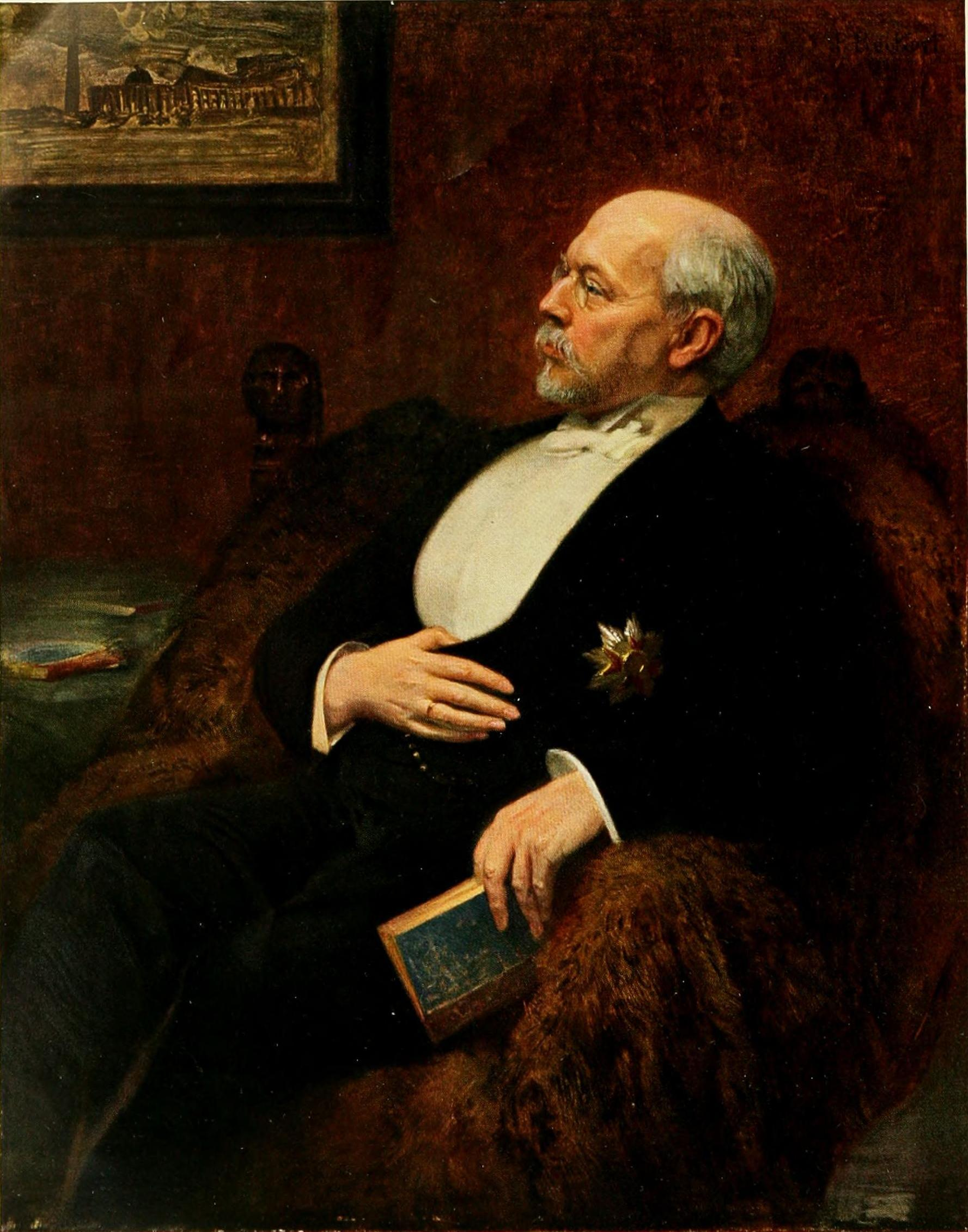
Georg von Hertling (1843–1919)

- Hertling, Georg von (1883–1942), deutscher Landrat
- Hertling, Helmuth (1891–1942), deutscher Meeresbiologe
- Hertling, Hermann (* 1930), deutscher Schauspieler, Regisseur, Mundartautor, Rezitator und Geschichtenerzähler
- Hertling, Ignatia von (1838–1909), deutsche Adelige, Nonne, Klostergründerin
- Hertling, Johann Friedrich von (1729–1806), deutscher Jurist und Politiker
- Hertling, Jørgen (1928–2017), grönländisch-dänischer Jurist und Polizeipräsident
- Hertling, Karl von (1843–1908), deutscher Forstbeamter auf Java
- Hertling, Knud (1925–2010), grönländisch-dänischer Politiker (Siumut) und Schriftsteller
- Hertling, Léon (1867–1948), Schweizer Architekt
- Hertling, Ludwig (1892–1980), deutscher Jesuit und Patristiker
- Hertling, Mark (* 1953), US-amerikanischer Militär, Generalleutnant der U.S. Army
- Hertling, Nele (* 1934), deutsche Theaterdirektorin
- Hertling, Otto (1878–1947), deutscher Kaufmann und Politiker, MdHB
- Hertling, Philipp von (1756–1810), deutscher Jurist
- Hertling, Philipp von (1825–1901), bayerischer Generalleutnant, Premierleutnant der Hartschiere und Kämmerer
- Hertling, Wilhelm Jakob (1849–1926), deutscher Landschaftsmaler und Zeichner

### Hertm
- Hertmans, Stefan (* 1951), belgischer Autor

### Hertn
- Hertneck, Gerald (* 1963), deutscher SchachspielerGerald Hertneck (* 1963)

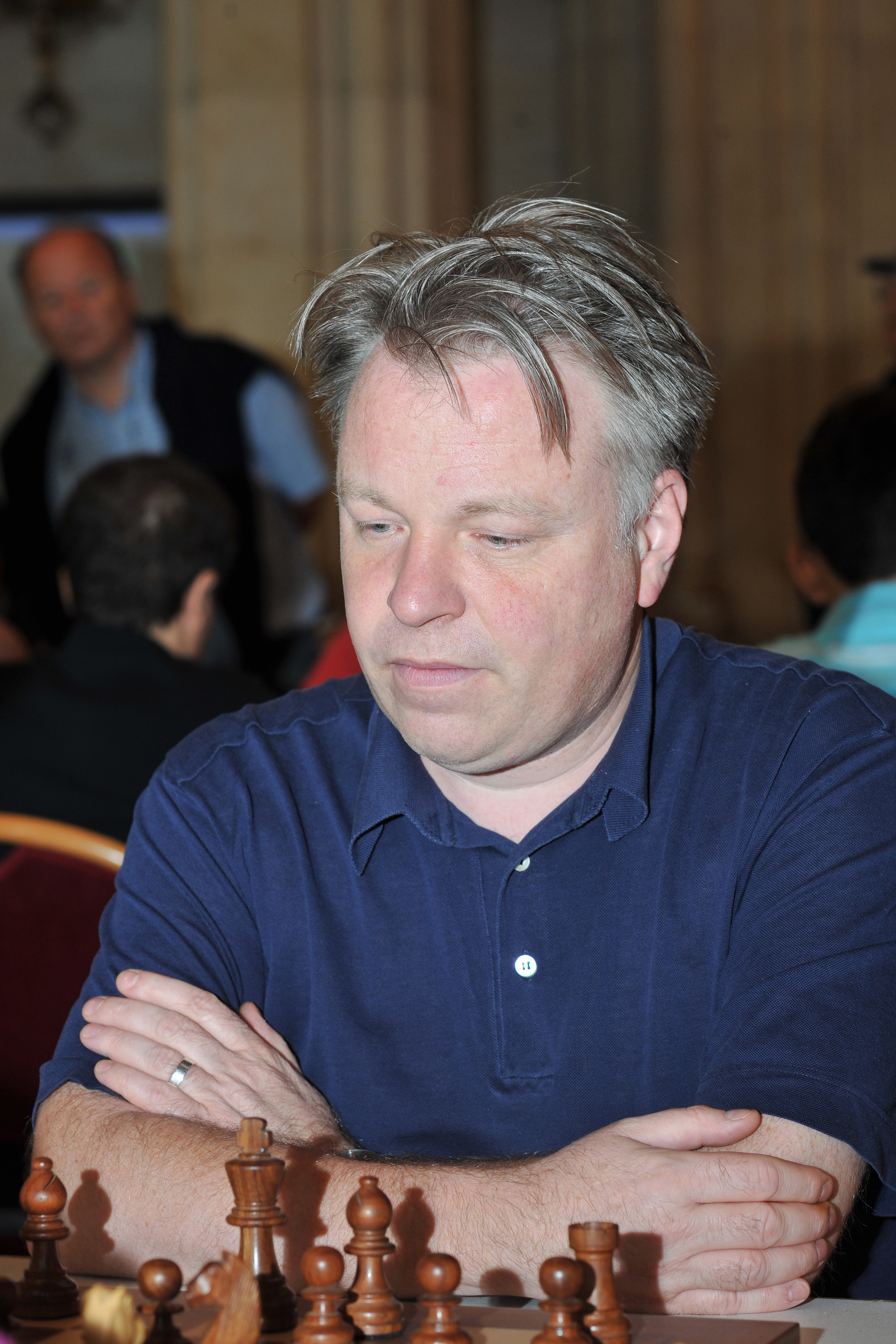
Gerald Hertneck (* 1963)

- Hertneck, Marcus (* 1962), deutscher Drehbuchautor
- Hertner, Fabian (* 1985), Schweizer Orientierungsläufer
- Hertner, Peter (1942–2023), deutscher Wirtschaftshistoriker
- Hertner, Roland (* 1957), Schweizer Crossläufer und Hindernisläufer
- Hertner, Roland (* 1959), deutscher Rennfahrer und Unternehmer
- Hertner, Sebastian (* 1991), deutscher Fußballspieler

### Herto
- Hertodt von Todenfeld, Johann Ferdinand (1645–1714), deutscher Mediziner und Gelehrter
- Hertoft, Preben (1928–2017), dänischer Psychiater, Hochschullehrer und Sexualwissenschaftler
- Hertog, Fedor den (1946–2011), niederländischer Radrennfahrer
- Hertog, Mary Kay, US-amerikanischer Offizier, Generalmajor der US Air Force
- Hertog-Vogt, Martina den (* 1961), deutsche Übersetzerin
- Hertoghe, Georg de, holländischer Soldat in brandenburgischen Diensten

### Hertr
- Hertrampf, Dieter (* 1944), deutscher Gitarrist und Sänger der Rockband PuhdysDieter Hertrampf (* 1944)

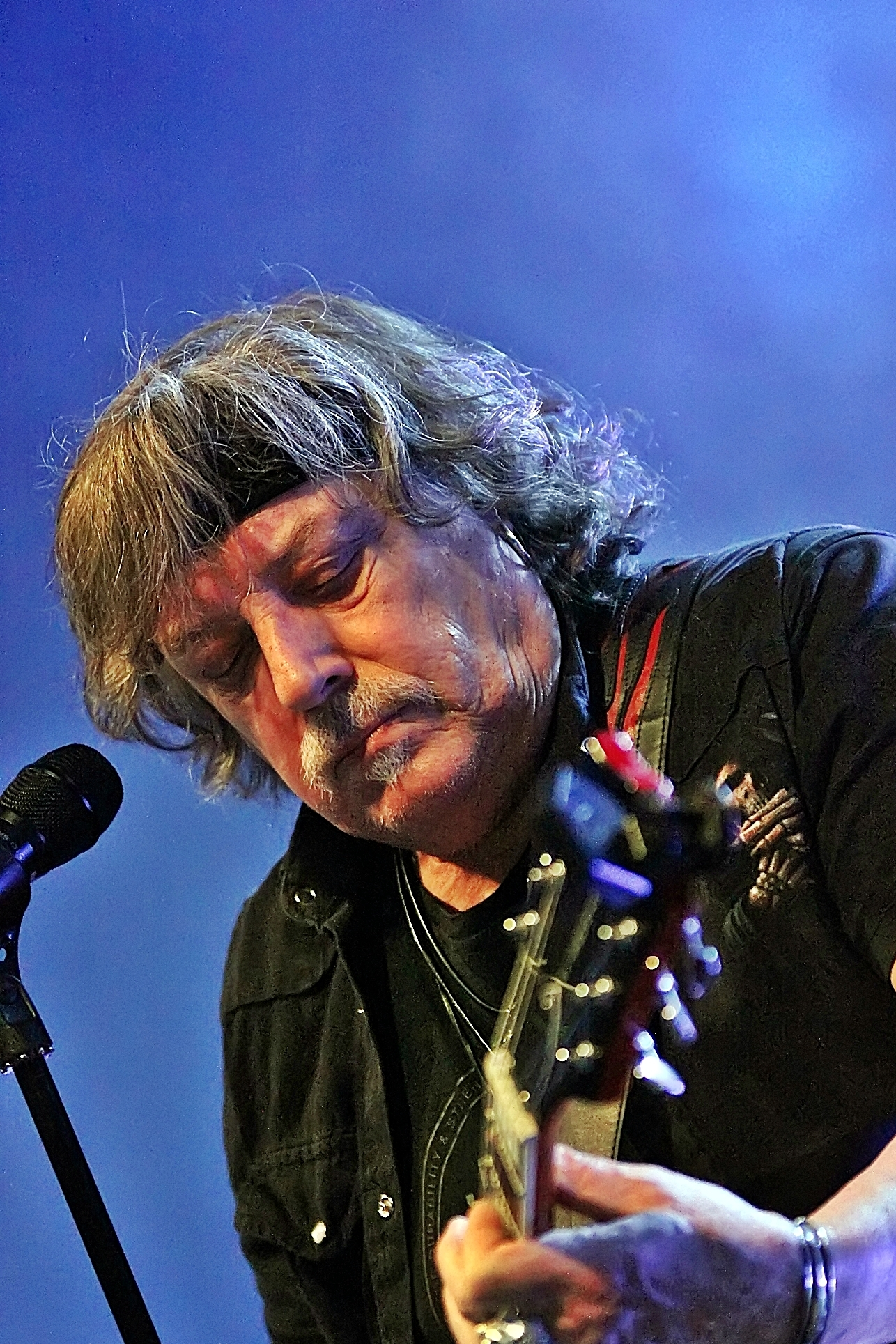
Dieter Hertrampf (* 1944)

- Hertrampf, Doris (* 1948), deutsche Diplomatin, Botschafterin in Nordkorea und in Tadschikistan
- Hertrampf, Helmut (1911–2003), deutscher Maler
- Hertrampf, Marina Ortrud (* 1976), deutsche Romanistin
- Hertreiter, Laura (* 1984), deutsche Journalistin
- Hertrich, Rainer (* 1949), deutscher Manager
- Hertrich, Sebastian (* 1985), deutscher Künstler mit Schwerpunkt Bildhauerei
- Hertrich, Stefan (* 1976), deutscher Musiker und Autor spiritueller Hörbücher

### Herts
- Herts, Henry Beaumont (1871–1933), US-amerikanischer Architekt
- Hertsch, Bodo Wolfhard (1943–2011), deutscher Veterinärmediziner
- Hertsgaard, Mark (* 1956), US-amerikanischer Autor und Journalist
- Hertslet, William Lewis (1839–1898), deutscher Bankier und Schriftsteller

### Hertt
- Hertting, Georg (1925–2014), österreichischer Arzt und Pharmakologe

### Hertw
- Hertweck, Christian (* 1969), deutscher Chemiker, stellvertretender Direktor und Leiter der Abteilung Biomolekulare Chemie am Leibniz-Institut für Naturstoff-Forschung und Infektionsbiologie
- Hertweck, Florian (* 1975), deutscher Architekt, Stadtforscher und Hochschullehrer
- Hertweck, Florian (* 1978), deutscher Theater- und Filmschauspieler, Regisseur und Hochschullehrer
- Hertweck, Patrick (* 1972), deutscher Kinder- und Jugendbuchautor
- Hertwich, Udo (* 1944), deutscher Politiker (CDU)
- Hertwicus de Sprewemberch, Lokator des Waldhufendorfes Spremberg an der oberen Spree
- Hertwig, August (1872–1955), deutscher Bauingenieur und Hochschullehrer, Rektor der RWTH Aachen
- Hertwig, Aura (1861–1944), deutsche Fotografin
- Hertwig, Carl Heinrich (1798–1881), deutscher Tierarzt, Hochschullehrer und Medizinalrat
- Hertwig, Eberhard (* 1938), deutscher Grafiker und Grafikdesigner
- Hertwig, Günther (1888–1970), deutscher Arzt, Anatom und Hochschullehrer
- Hertwig, Hans-Joachim (1928–1988), deutscher Politiker (SED), MdV
- Hertwig, Heinrich (1819–1889), deutscher Richter und Politiker, MdL
- Hertwig, Hugo (1841–1895), deutscher Tierarzt
- Hertwig, Hugo (1891–1959), deutscher Schriftsteller und Lebensreformer
- Hertwig, Katharina (1878–1953), deutsche Politikerin (DNVP), MdL
- Hertwig, Kurt (* 1910), deutscher Radrennfahrer
- Hertwig, Manfred (1924–2006), deutscher Soziologe und politisch Verfolgter in der DDR
- Hertwig, Markus (* 1972), Arbeits- und Organisationssoziologe und Professor an der Ruhr-Universität Bochum
- Hertwig, Max (1881–1975), deutscher Grafikdesigner
- Hertwig, Michael (* 1960), deutscher Fußballspieler und -trainer
- Hertwig, Monika (* 1945), deutsche Autorin
- Hertwig, Oscar (1849–1922), deutscher Zoologe und AnatomOscar Hertwig (1849–1922)

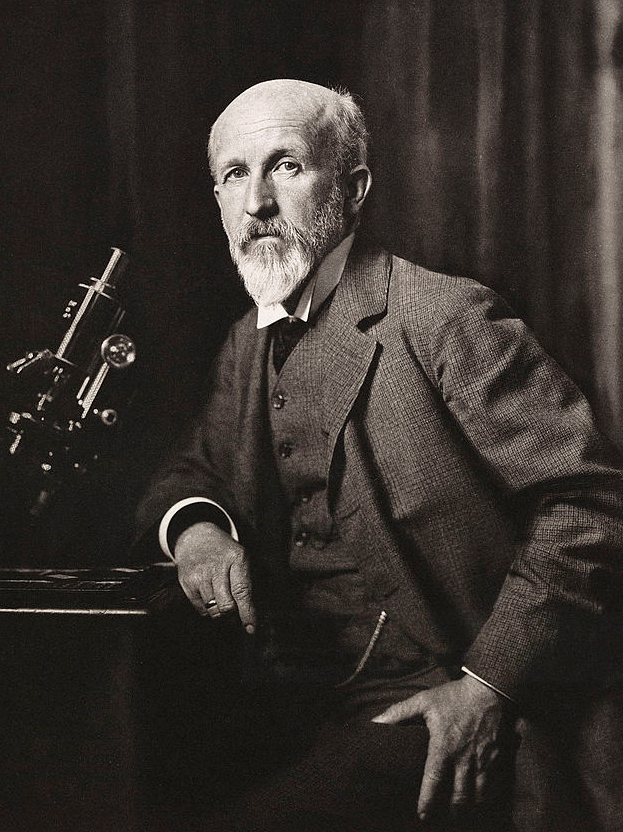
Oscar Hertwig (1849–1922)

- Hertwig, Paula (1889–1983), deutsche Biologin, Hochschullehrerin und Politikerin, MdV, MdL
- Hertwig, Ralf (* 1963), deutscher Drehbuchautor, Bandmitglied bei Palais Schaumburg (1981–1984)
- Hertwig, Ralph (* 1963), deutscher Psychologe und Direktor am Max-Planck-Institut für Bildungsforschung in Berlin
- Hertwig, Richard von (1850–1937), deutscher Zoologe
- Hertwig, Steffen (* 1969), deutscher Politiker (SPD), Oberbürgermeister von Neckarsulm
- Hertwig-Bünger, Doris (1882–1968), deutsche Pädagogin und Politikerin (DVP), MdR

### Herty
- Herty, Charles (1867–1938), US-amerikanischer Chemiker
- Herty, Michael (* 1869), deutscher Bahnradsportler

### Hertz
- Hertz, Adolph Ferdinand (1831–1902), deutscher Politiker, MdHB, Senator und Kaufmann
- Hertz, Adolph Jacob (1800–1866), deutscher Überseekaufmann und Reeder
- Hertz, Aleksander (1879–1928), polnischer Filmregisseur und Filmproduzent
- Hertz, Alfred (1872–1942), US-amerikanischer Dirigent deutscher Herkunft
- Hertz, Andreas (* 1979), deutscher Herpetologe
- Hertz, Anschel (1730–1811), Obervorsteher der klevisch-märkischen Judenschaft
- Hertz, Anselm (1924–2013), deutscher Ordensgeistlicher, Theologe und Sozialethiker
- Hertz, Carl Helmut (1920–1990), deutsch-schwedischer Pionier im Feld der Sonographie
- Hertz, Carl Reiner (1817–1897), deutscher Psychiater
- Hertz, Deborah (* 1949), amerikanische Historikerin
- Hertz, Frederick (1878–1964), österreichisch-britischer Soziologe und Ökonom
- Hertz, Gustav (1887–1975), deutscher Physiker und Nobelpreisträger
- Hertz, Gustav Ferdinand (1827–1914), deutscher Jurist und Hamburger Senator
- Hertz, Hanna (1886–1973), deutsche Autorin und Übersetzerin
- Hertz, Hans W. (1903–1993), deutscher Jurist, Genealoge und Denkmalschützer
- Hertz, Heinrich (1857–1894), deutscher PhysikerHeinrich Hertz (1857–1894)

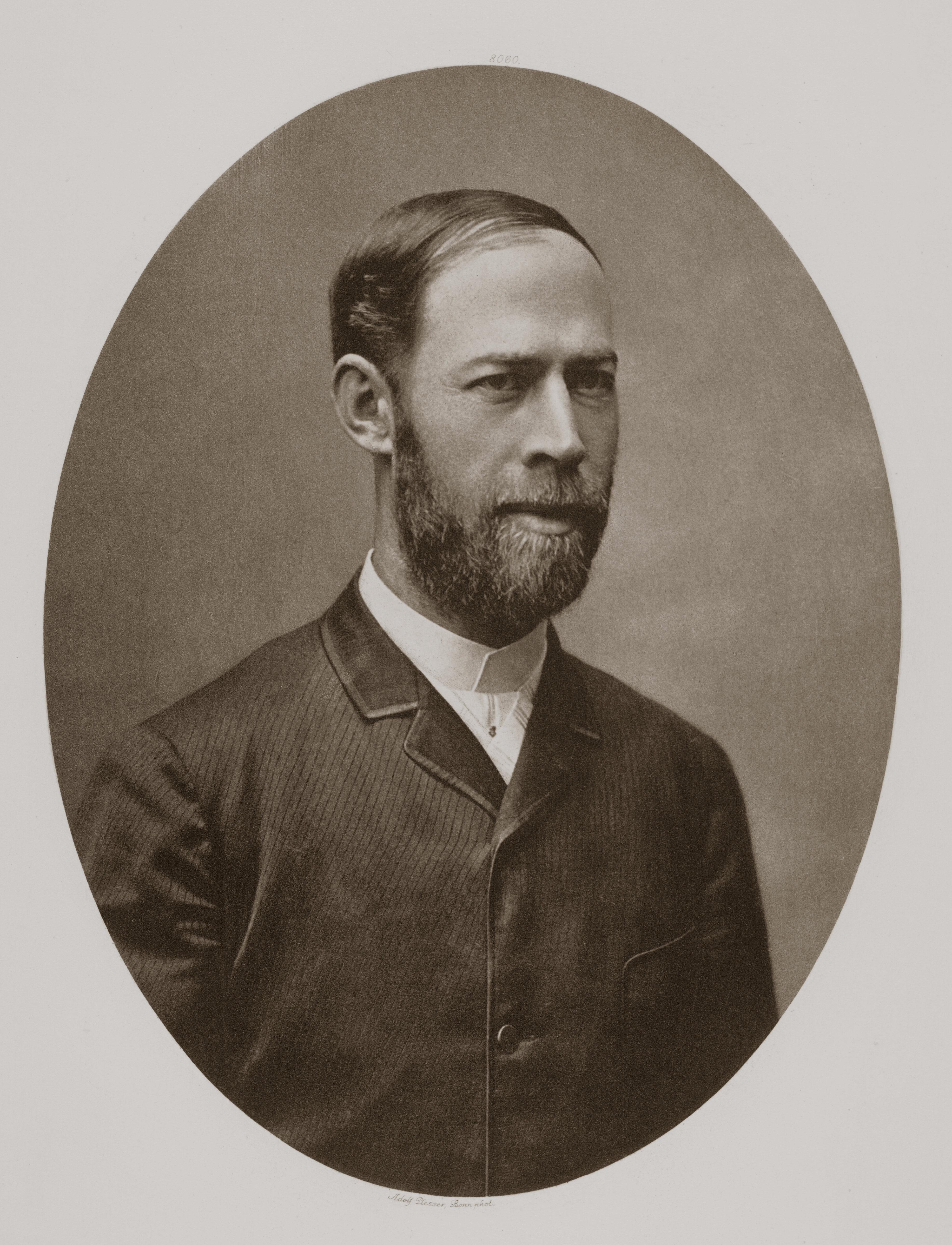
Heinrich Hertz (1857–1894)

- Hertz, Heinrich David (1797–1863), deutscher Kaufmann und Politiker, MdHB
- Hertz, Helle (* 1943), dänische Schauspielerin
- Hertz, Henriette (1846–1913), deutsche Mäzenin
- Hertz, Henrik (1798–1870), dänischer Schriftsteller
- Hertz, Hermann Gerhard (1922–1999), deutscher Physikochemiker
- Hertz, Jakob (1850–1925), Schweizer Arzt und Kantonsrat
- Hertz, Jan (* 1949), dänischer Schauspieler und Regisseur
- Hertz, John Daniel (1879–1961), US-amerikanischer Geschäftsmann, Eigner von Rennpferden und Philanthrop
- Hertz, Joseph (1872–1946), Oberrabbiner der vereinigten jüdischen Gemeinden des britischen CommonwealthJoseph Hertz (1872–1946)

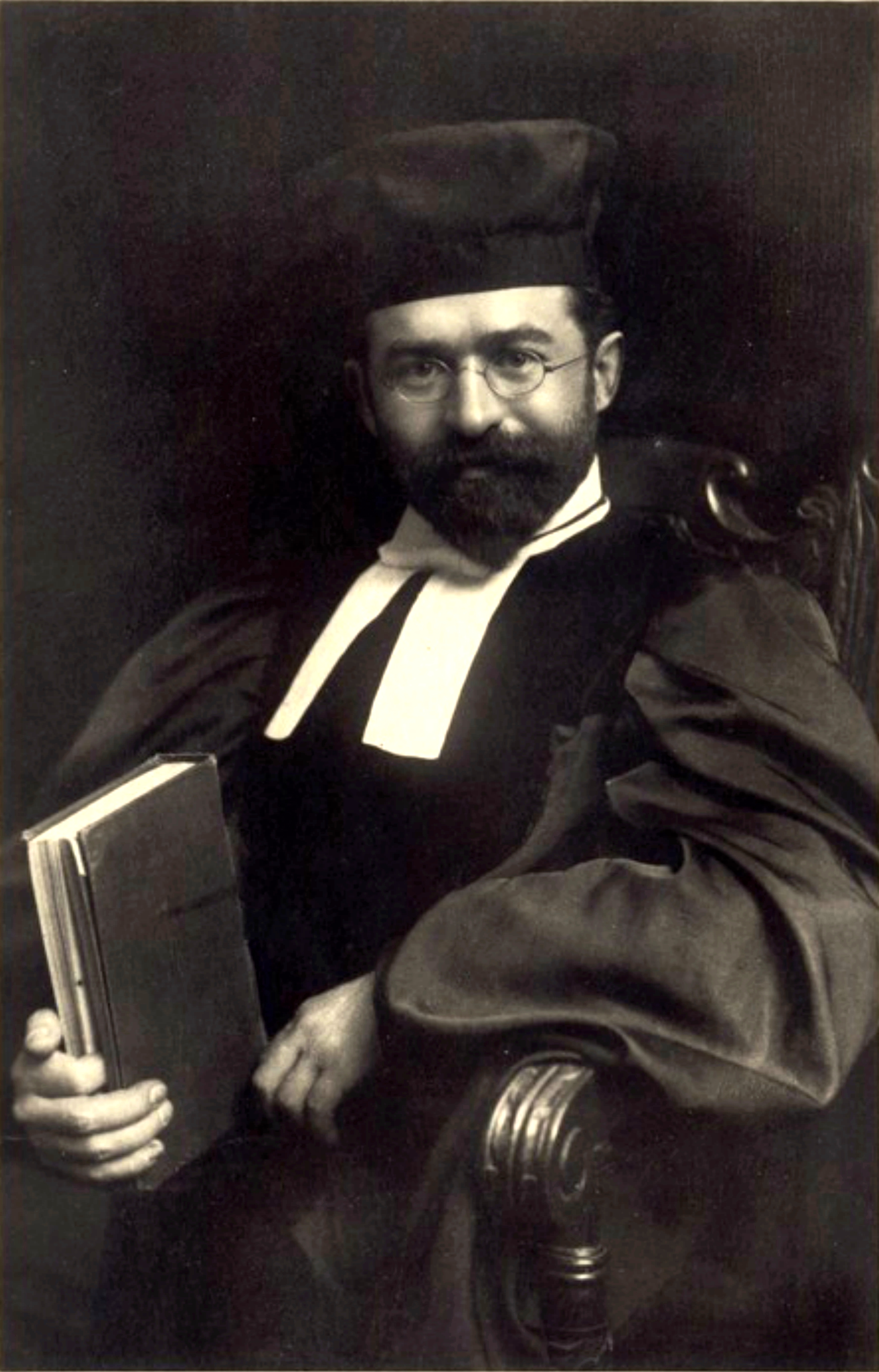
Joseph Hertz (1872–1946)

- Hertz, Karin (1921–2017), deutsche Bildhauerin
- Hertz, Lone (* 1939), dänische Schauspielerin und Theaterdirektorin
- Hertz, Maria Dorothea (1918–1995), deutsche Medizinerin
- Hertz, Marianne (1882–1942), deutsche römisch-katholische Märtyrerin jüdischer Herkunft
- Hertz, Martin (1818–1895), deutscher klassischer Philologe; Hochschullehrer in Berlin, Greifswald und Breslau
- Hertz, Mathilde (1891–1975), deutsche Biologin
- Hertz, Moritz Philipp (1871–1940), deutscher Rechtsanwalt und Politiker
- Hertz, Noreena (* 1967), britische Ökonomin, Hochschullehrerin und Autorin
- Hertz, Paul (1881–1940), deutscher Physiker und Mathematiker
- Hertz, Paul (1888–1961), deutscher Politiker (USPD, SPD), MdR
- Hertz, Richard (1898–1961), deutscher Botschafter in Südkorea und Mexiko
- Hertz, Robert (1881–1915), französischer Anthropologe und Soziologe
- Hertz, Roy (1909–2002), amerikanischer Endokrinologe und Onkologe
- Hertz, Rudolf (1897–1965), deutscher Keltologe und Politiker (FDP), MdL
- Hertz, Saul (1905–1950), US-amerikanischer Mediziner
- Hertz, Stephan (* 1967), deutscher Unternehmer
- Hertz, Wilhelm (1835–1902), deutscher Dichter, Wissenschaftler und Epiker
- Hertz, Wilhelm Ludwig (1822–1901), deutscher Buchhändler und Verleger
- Hertz-Eichenrode, Dieter (* 1932), deutscher Geschichtswissenschaftler und Hochschullehrer
- Hertzano, Ephraim († 1987), rumänisch-israelischer SpieleerfinderEphraim Hertzano († 1987)

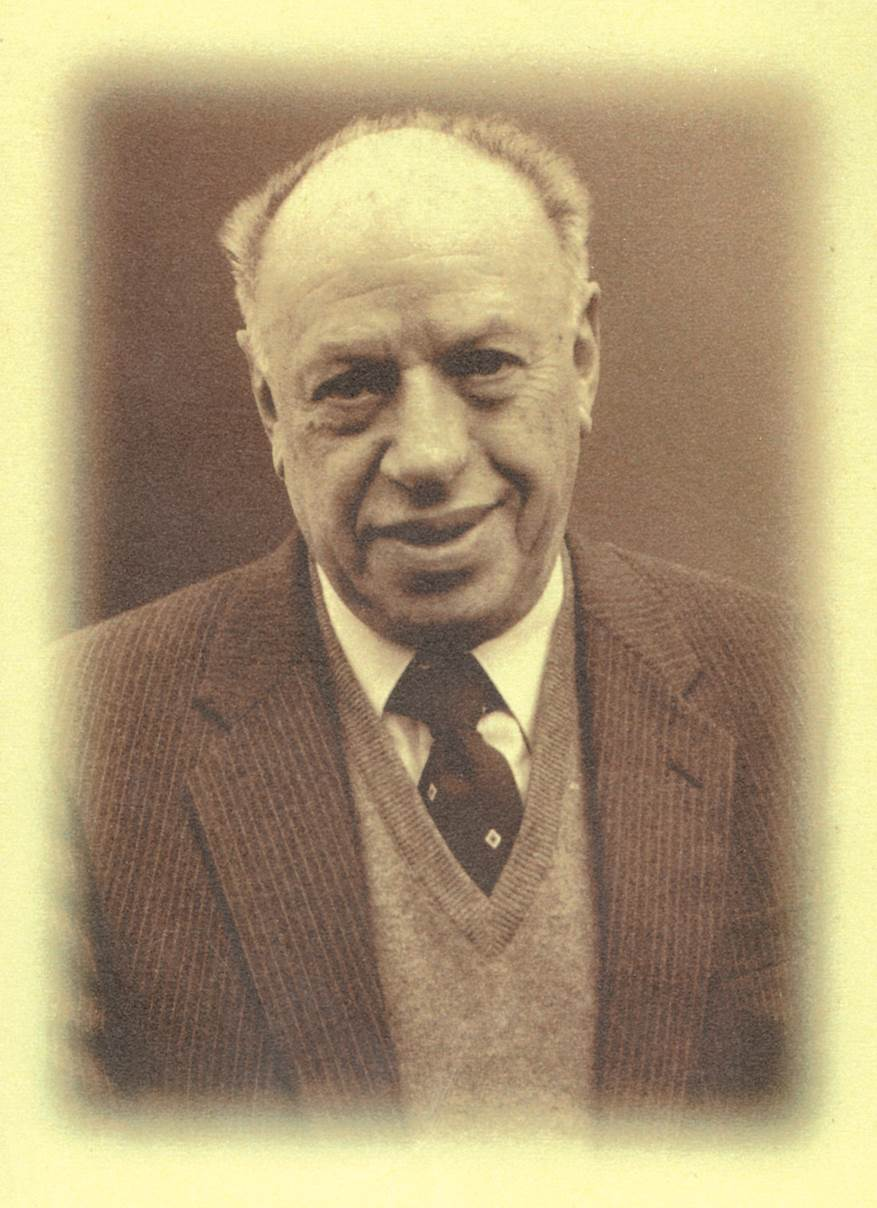
Ephraim Hertzano († 1987)

- Hertzberg, Adolf von (1820–1910), preußischer Generalleutnant
- Hertzberg, Arthur (1921–2006), polnisch-US-amerikanischer Rabbiner
- Hertzberg, Axel Gustaf (1832–1878), schwedischer Porträt-, Historien- und Genremaler, Lithograf und Zeichner
- Hertzberg, Ebbe (1847–1912), norwegischer Rechtshistoriker und Volkswirt
- Hertzberg, Erdmann Bogislav von (1736–1803), preußischer Offizier, zuletzt Generalmajor
- Hertzberg, Ernst von (1852–1920), preußischer Landschaftsdirektor und Politiker, MdH
- Hertzberg, Ewald Friedrich von (1725–1795), preußischer Kriegsminister unter Friedrich dem Großen
- Hertzberg, Friedrich Wilhelm von (1739–1815), preußischer Generalleutnant
- Hertzberg, Georg Hannibal Hermann von (1817–1905), preußischer Landtagsabgeordneter
- Hertzberg, George (* 1972), US-amerikanischer Schauspieler
- Hertzberg, Gertzlaff von (1880–1945), preußischer Landrat und alldeutsch-völkischer Agitator
- Hertzberg, Günther von (1855–1937), preußischer Landrat und Polizeipräsident
- Hertzberg, Gustav (1826–1907), deutscher Alt- und Regionalhistoriker
- Hertzberg, Hannibal von (1783–1866), preußischer Major, Stiftsdirektor und Landtagsabgeordneter
- Hertzberg, Hans Wilhelm (1895–1965), deutscher evangelischer Theologe
- Hertzberg, Hendrik (* 1943), US-amerikanischer Journalist, Autor und Zeitungsredakteur
- Hertzberg, Idunn (* 1988), norwegische Tennisspielerin
- Hertzberg, Joachim Wilhelm von (1704–1759), preußischer Oberst und Kommandeur des Infanterieregiments „von Finck“
- Hertzberg, Julius von (1826–1887), preußischer Generalmajor und Kommandeur der 49. Infanterie-Brigade
- Hertzberg, Karl von (1731–1798), preußischer Generalleutnant, Chef des Infanterieregiments „von Wangenheim“
- Hertzberg, Karl von (1789–1856), preußischer Generalmajor, Kommandeur der 8. Landwehr-Brigade
- Hertzberg, Kurt von (1871–1914), deutscher Verwaltungsjurist, Landrat im Kreis Ohlau
- Hertzberg, Paul (* 1990), deutscher Journalist und Buchautor
- Hertzberg, Reinhard Rudolph (1811–1888), deutscher Maler- und Kupferstecher
- Hertzberg, Rudolph von (1818–1893), deutscher Musikdirektor und Gesangslehrer beim Königlichen Domchor zu Berlin
- Hertzberg, Wilhelm (1813–1879), deutscher Lehrer, Altphilologe und Übersetzer, Mitglied der Bremer Bürgerschaft
- Hertzberger, Eddie (1904–1993), niederländischer Unternehmer und Autorennfahrer
- Hertzberger, Herman (* 1932), niederländischer Architekt
- Hertzberger, Jeroen (* 1986), niederländischer Hockeyspieler
- Hertze, Johann († 1510), Bürgermeister der Hansestadt Lübeck
- Hertze, Johann († 1476), deutscher Rechtswissenschaftler und Ratsherr der Hansestadt Lübeck
- Hertzer, Auguste (1855–1934), deutsche Krankenschwester, trug zum Aufbau des Gesundheitswesens in den Kolonien bei
- Hertzer, Else (1884–1978), deutsche Künstlerin
- Hertzer, Johann Christian (1807–1884), deutscher Architekt und Lokalpolitiker, Bürgermeister der Stadt Ilmenau (1849–1873)
- Hertzer, Ludwig (1854–1928), deutscher Theaterschauspieler, -regisseur, -direktor und -agent
- Hertzfeld, Andy (* 1953), US-amerikanischer SoftwareentwicklerAndy Hertzfeld (* 1953)

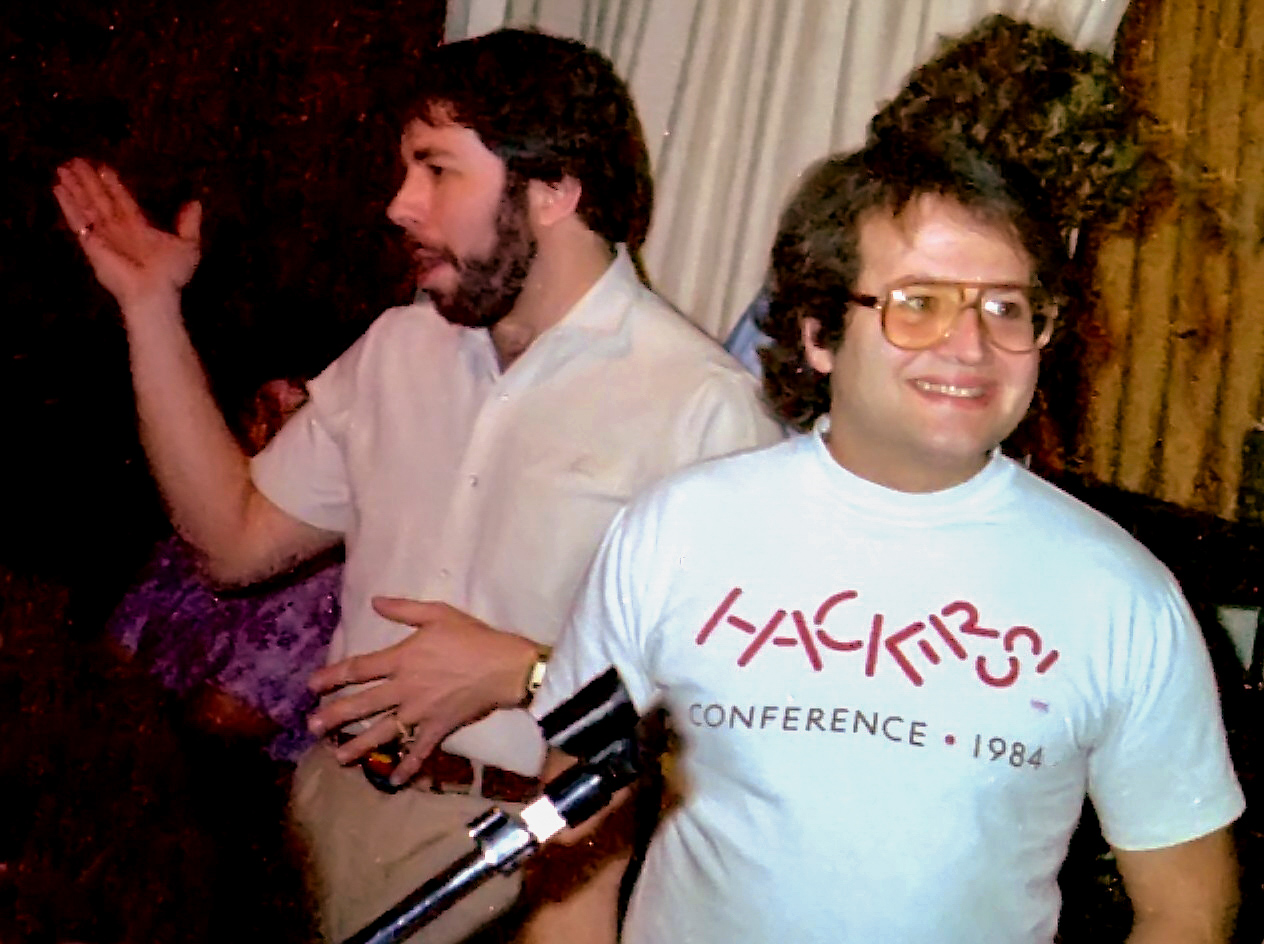
Andy Hertzfeld (* 1953)

- Hertzfeldt, Don (* 1976), US-amerikanischer Trickfilmzeichner
- Hertzfeldt, Gustav (1928–2005), deutscher Politiker (SED), Journalist und Diplomat, Botschafter der DDR in der VR China
- Hertzig, Stefan (* 1966), deutscher Autor, Architektur- und Kunsthistoriker
- Hertzka, Emil (1869–1932), österreichischer Verleger
- Hertzka, Gottfried (1913–1997), österreichischer Arzt, Begründer der Hildegard-Medizin
- Hertzka, Lippo (1904–1951), ungarischer Fußballspieler und -trainer
- Hertzka, Pál von (* 1898), ungarischer Fußballschiedsrichter
- Hertzka, Theodor (1845–1924), österreichischer Nationalökonom, Schriftsteller und Journalist
- Hertzka, Yella (1873–1948), österreichische Frauenrechtlerin und Schulgründerin
- Hertzler, John Garman (* 1950), US-amerikanischer SchauspielerJohn Garman Hertzler (* 1950)

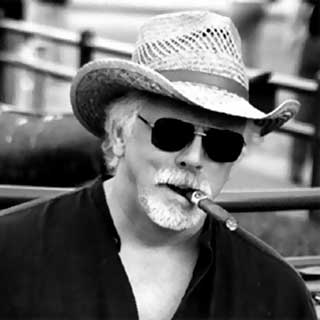
John Garman Hertzler (* 1950)

- Hertzler, Thomas (* 1964), deutscher Computerspielentwickler
- Hertzman, Lilly-Ann (* 1973), dänische Jazzmusikerin (Gesang, Songwriting)
- Hertzmann, Erich (1902–1963), deutsch-amerikanischer Musikwissenschaftler
- Hertzog, Barry (1866–1942), südafrikanischer General und Politiker
- Hertzog, Bernhard (* 1537), deutscher Jurist und Historiker
- Hertzog, Corey (* 1990), US-amerikanischer Fußballspieler
- Hertzog, David, US-amerikanischer Teilchenphysiker
- Hertzog, Enrique (1896–1980), bolivianischer Politiker und Diplomat
- Hertzog, Johann (1766–1851), deutscher Landwirt, Bürgermeister und Abgeordneter im Fürstentum Waldeck
- Hertzog, Johann Friedrich (1647–1699), deutscher Jurist und Dichter
- Hertzog, Karl (1875–1960), deutscher Jurist, Oberbürgermeister von Merseburg
- Hertzog, Lawrence († 2008), US-amerikanischer Drehbuchautor und Filmproduzent
- Hertzog, Rudolph (1815–1894), deutscher Unternehmer im Textil-Einzelhandel
- Hertzsch, Erich (1902–1995), deutscher Theologe
- Hertzsch, Friedrich Wilhelm (1875–1944), deutscher Architekt
- Hertzsch, Harry (1904–1968), deutscher Schauspieler
- Hertzsch, Herbert (* 1918), deutscher Maschinenschlosser und Mitglied der Volkskammer der DDR
- Hertzsch, Ingo (* 1977), deutscher FußballspielerIngo Hertzsch (* 1977)

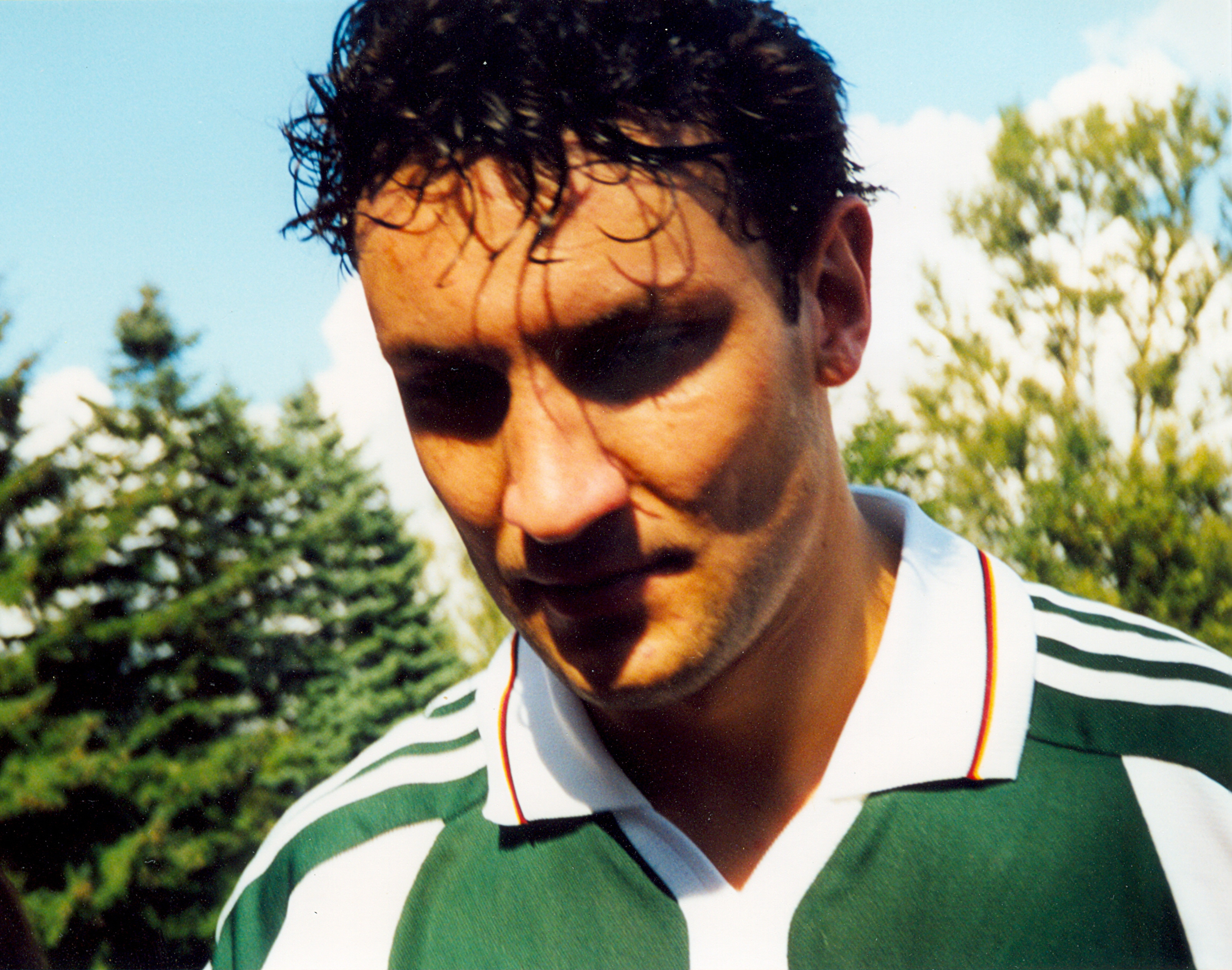
Ingo Hertzsch (* 1977)

- Hertzsch, Klaus-Peter (1930–2015), deutscher Theologe und Dichter
- Hertzsch, Rudolf (1924–2011), deutscher Fußballspieler
- Hertzsch, Walter (1932–2025), deutscher Kunsthistoriker, Maler und Grafiker
- Hertzsch, Walther (1901–1975), deutscher Agrarwissenschaftler und Botaniker
- Hertzsprung, Ejnar (1873–1967), dänischer Astronom